# Micromyrtus prochytes
Micromyrtus prochytes är en myrtenväxtart som beskrevs av Barbara Lynette Rye. Micromyrtus prochytes ingår i släktet Micromyrtus och familjen myrtenväxter. Inga underarter finns listade i Catalogue of Life.